# Шрёттле, Мартин
Мартин Шрёттле (нем. Martin Schröttle; 1 сентября 1901, Мюнхен — 17 февраля 1972, Мюнхен) — немецкий хоккеист, нападающий. Бронзовый призёр зимних Олимпийских игр 1932 года, участник зимних Олимпийских игр 1928 года, серебряный призёр чемпионата мира 1930 года, бронзовый призёр чемпионата мира 1932 года, чемпион Европы 1930 года, бронзовый призёр чемпионата Европы 1933 года.

## Биография
Мартин Шрёттле родился 1 сентября 1901 года в немецком городе Мюнхен.
Играл в хоккей с шайбой на позиции нападающего. Играл за «Риссерзе» из Гармиш-Партенкирхена. В его составе трижды становился чемпионом Германии (1927, 1935, 1938).
В 1928 году вошёл в состав сборной Германии по хоккею с шайбой на зимних Олимпийских играх в Санкт-Морице, поделившей 8-10-е места. Играл на позиции нападающего, провёл 1 матч, шайб не забрасывал.
В 1929 году выступал на чемпионате Европы в Будапеште, где немцы заняли последнее, 8-е место.
В 1930 году участвовал в чемпионате мира и Европы в Шамони, Вене и Берлине. Забросил одну шайбу. Завоевал серебряную медаль чемпионата мира и золотую медаль чемпионата Европы.
В 1932 году вошёл в состав сборной Германии по хоккею с шайбой на зимних Олимпийских играх в Лейк-Плэсиде и завоевал бронзовую медаль. Играл на позиции нападающего, провёл 5 матчей, забросил 1 шайбу в ворота сборной Польши. Был знаменосцем сборной Германии на церемонии открытия Олимпиады.
В 1932 году участвовал в чемпионате Европы в Берлине, где сборная Германии заняла 4-е место.
В 1933 году участвовал в чемпионате мира и Европы в Праге, где немцы заняли 5-е место. Завоевал бронзовую медаль чемпионата Европы.
В 1935 году выступал на чемпионате мира и Европы в Давосе, где сборная Германии заняла соответственно 9-е и 8-е места.
В течение карьеры провёл за сборную Германии 37 матчей, забросил 8 шайб.
В 1955 году совместно с немецким хоккеистом и судьёй Францем Крайселем написал книгу «Хоккей в словах и картинках» (Eishockey in Wort und Bild).
Умер 17 февраля 1972 в Мюнхене.

## Память
Введён в Зал славы немецкого хоккея.
В 1971 году был изображён на почтовой марке Аджмана номиналом 50 дирхамов, выпущенной к зимним Олимпийским играм 1972 года.